# BioCode
BioCode é designação dada a um projecto que tenta unificar os códigos de nomenclatura biológica em vigor. O BioCode tem com principal objectivo garantir a universalidade do sistema de classificação científica das espécies, criando um regime único aplicável a todos os reinos em que se divide a vida na Terra (DL Hawksworth, ICB chair, W Greuter, ICB secretary).